# Gäddtjärnen (Mora socken, Dalarna, 682761-141612)
Gäddtjärnen är en sjö i Mora kommun i Dalarna och ingår i Ljusnans huvudavrinningsområde.